# Капустина, Вера Яковлевна
Вера Яковлевна Капустина (24 сентября 1923 — 8 октября 1989) — советская актриса театра, Народная артистка РСФСР (1968)

## Биография
Вера Яковлевна Капустина родилась 24 сентября 1923 года.
С 1938 года играла на сцене Новосибирского театра юного зрителя (сейчас театр «Глобус»). В 1941 году окончила Новосибирское театральное училище. В 1941—1955 годах выступала в новосибирском театре «Красный факел». В 1955—1956 годах играла в Свердловском театре.
С 1956 года была актрисой Центрального театра Советской Армии (за исключением 1973—1975 годов, когда служила в Киевском театре имени Леси Украинки).
Умерла 8 октября 1989 года, похоронена в Москве на Троекуровском кладбище (вместе с мужем Борисом Эриным).

### Семья
- Муж — режиссёр Борис Владимирович Эрин (1921—2008), заслуженный деятель искусств РСФСР.
  - Сын — Алексей Борисович Эрин, играл в ЦТСА[2].

## Награды и премии
- Заслуженная артистка РСФСР (5 ноября 1953)
- Народная артистка РСФСР (7 мая 1968)
- Медаль «За трудовую доблесть» (17 марта 1980) — за заслуги в развитии советского театрального искусства[3].

## Работы в театре

### «Красный факел»
- «Отелло» Шекспира — Дездемона
- «Горе от ума» А. Грибоедова — Лиза
- «Зыковы» М. Горького — Павла
- «Русский вопрос» — Джесси
- «Рюи Блаз» В. Гюго — Королева
- «Счастье» Павленко — Лена
- «Мещане» М. Горького — Елена
- «Чайка» А. П. Чехова — Нина Заречная
- «Бесприданница» А. Н. Островского — Лариса
- «Не называя фамилий» Минко — Поэма

### ЦТСА
- «Обрыв» Гончарова — Вера
- «Русские люди» К. М. Симонова — Валя Аношенко
- «Последняя остановка» Э. М. Ремарка — Анна Вальтер
- «Юстина» Вуолийоки — Хильда
- «Яков Богомолов» Горького — Ольга
- «Физики» Ф. Дюрренматта — Матильда фон Цанд
- «Смерть Иоанна Грозного» А. К. Толстого — царица Марья
- «Орфей спускается в ад» Т. Уильямса — Бьюла Беннингс
- «Ужасные родители» Ж. Кокто — Лео
- «Вишнёвый сад» А. П. Чехова — Шарлотта Ивановна

## Фильмография
- 1960 — Повесть пламенных лет — Татьяна, мать Ивана Орлюка
- 1964 — Банкир — Тайга
- 1967 — Возмездие — мама Тани
- 1969 — Винтовки Тересы Каррар — Тереса Каррар
- 1974 — Бесприданница — Харита Игнатьевна Огудалова
- 1986 — Орфей спускается в ад — Бьюла
- 1986 — Осенняя кампания 1799 года — Варвара Ивановна, жена Суворова
- 1987 — Статья — Василькова, функционер Комитета партийного контроля
- 1988 — Радости земные — эпизод